# Montessuy (quartier)
Pour les articles homonymes, voir Montessuy.
Montessuy est un quartier de la ville de Caluire-et-Cuire, limitrophe des quartiers Bissardon, Saint-Clair, Cuire-le-Haut et Le Bourg.
La voie de la Dombes longe le quartier ; elle forme une « frontière » du quartier avec Le Bourg.

## Histoire

Blason de Pierre Vandemore

Le 22 février 1581, Jean Carrat et sa femme vendent à Antoine Vallée une grange nommée Montessus.
Un bourgeois de Lyon, Pierre Vandemore, possédait en 1674 des terres et une maison en ces lieux portant le nom de Montessuy. À sa mort, le 3 juillet 1695, il légua par testament son domaine à l'Hôtel-Dieu de Lyon qui en fit une maison de campagne pour les sœurs hospitalières.
Humbert de Lange, alors seigneur de Cuire, affranchit Pierre Vandemore de tout droit de censure et de directe pour le domaine de Montessuy, moyennant 400 livres.
Le blasonnement de Pierre Vandemore est : De sinople à une aigle d'or en chef et deux rochers d'argent en pointe.
Le fort de Montessuy fut construit en 1831 par le général Hubert Rohault de Fleury afin de fortifier Lyon. Ce fort servit ensuite de caserne, ses terrains des champs d'exercices. À la suite de la Grande guerre et des décrets de désaffectation, un quartier de maisons individuelles et d'habitations bon marché (HBM) furent bâties.
La redoute Bel-Air, associée au fort, sera revendue à un particulier en 1960.

## Toponymie
Ce toponyme également présent dans la Dombes voisine, la Bresse ainsi qu'en Savoie, désigne un « mont sec », une éminence aride : mont essu ou essui, adjectif signifiant « sec » dans l'aire francoprovençale (du latin exsuctus, participe passé du verbe exsugo, « sucer, dessécher »),.

## Géographie

### Population
Le découpage municipal de Montessuy correspond approximativement aux zones Z401, Z402, Z501, Z502 et Z503 dans le découpage de l'INSEE. Ces zones ont respectivement les définitions suivantes : Margnolles, Pasteur, Margnolles, Aristide Briand, Pasteur, Montessuy ouest et Montessuy est. En 1999, la population sommée de ces zones était de 12 414 habitants.
La population de ce quartier atteint 10 498 en 2011.

### Transports

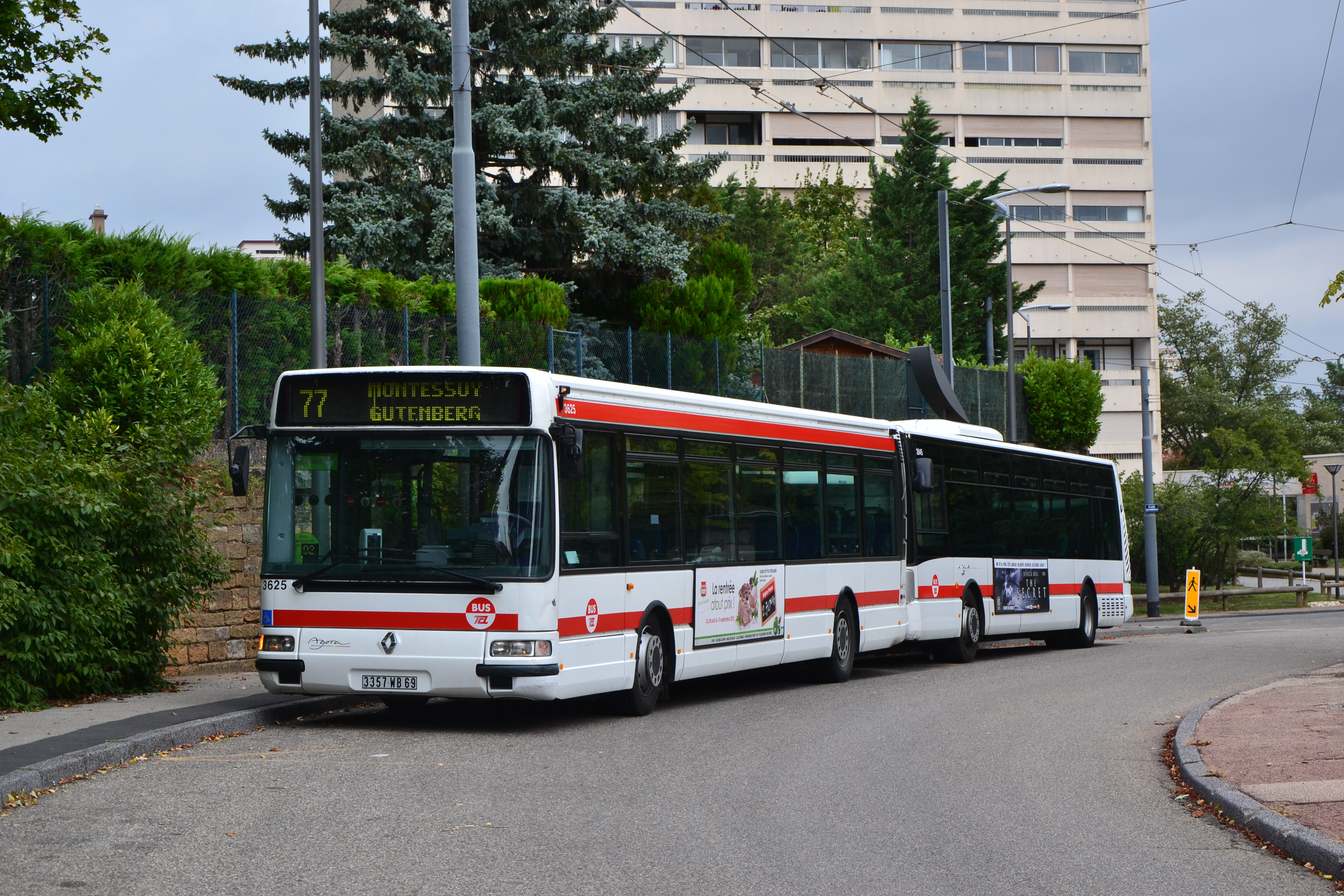
Un bus TCL, en attente de départ sur la place Gutenberg.

Plusieurs lignes de trolleybus et bus desservent le quartier :
- : ligne de trolleybus reliant le quartier de Cuire à la Part-Dieu et desservant Montessuy ;
- : ligne de trolleybus reliant le quartier de Montessuy à Grange Blanche passant par l'Hôtel de Ville de Lyon et La Part-Dieu ;
- : ligne desservant certaines communes du nord de l'agglomération au départ de Montessuy Gutenberg ;
- : ligne de bus interne à la commune, passant notamment par la station Cuire.

## Société

### Personnalités liées au quartier
- Les frères Papet, dont l'histoire a inspiré le film Les Liens du sang réalisé par Jacques Maillot, sont originaires[9] du quartier de Montessuy.

### Enseignement
Le collège Charles-Sénard est localisé dans le quartier.

### Infrastrustures sportives

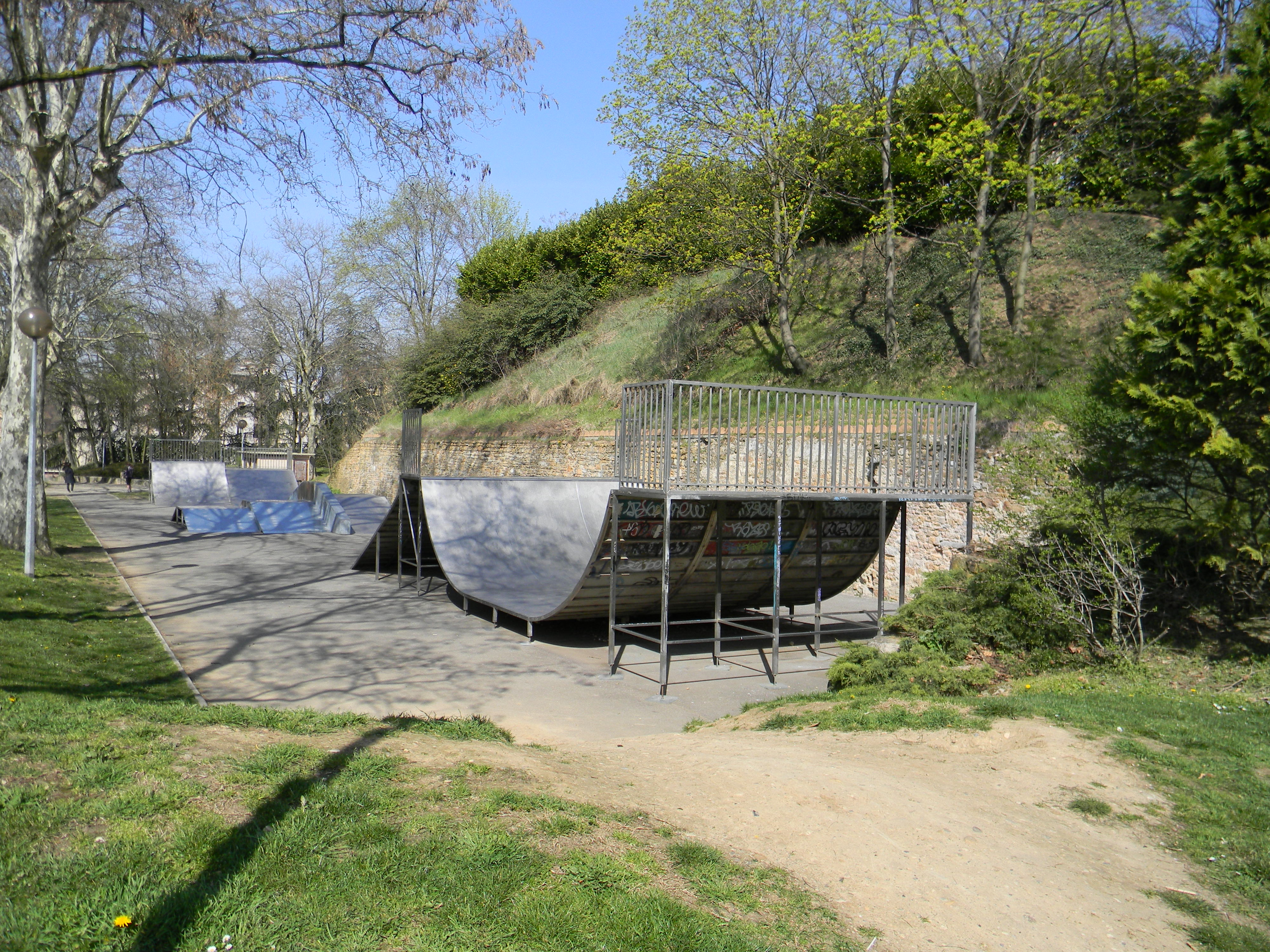
Skatepark à proximité du fort de Montessuy.

La piscine municipale Isabelle Jouffroy de Caluire-et-Cuire est située à Montessuy.
Un skatepark a été installé à proximité du fort de Montessuy.
Un terrain multisport est à disposition aux abords du fort.

### Économie

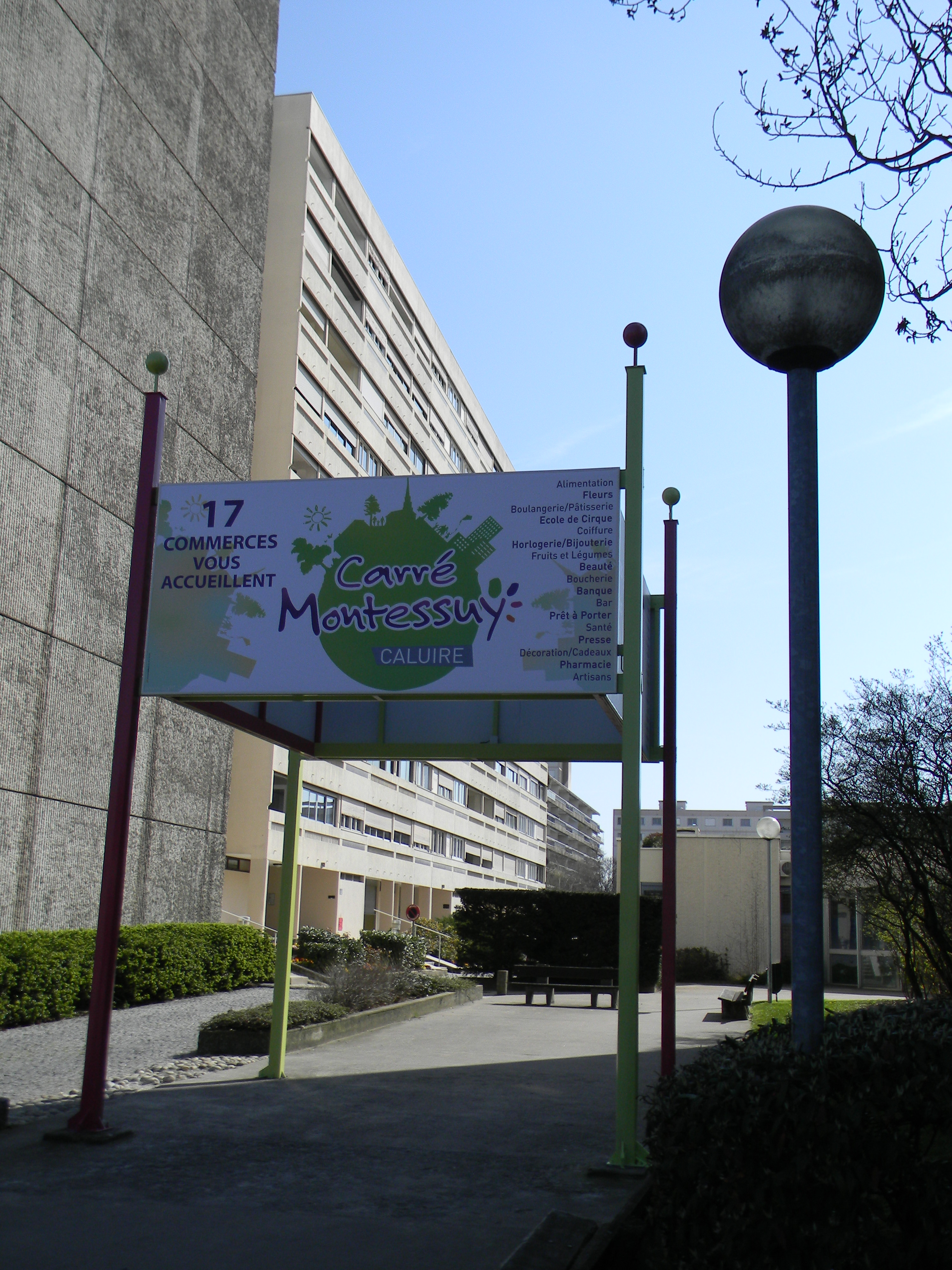
Centre commercial du quartier de Montessuy.

Un petit centre commercial, baptisé « Carré Montessuy », est localisé dans le quartier.